# NGC 6753
NGC 6753 (również PGC 62870) – galaktyka spiralna (Sb), znajdująca się w gwiazdozbiorze Pawia. Odkrył ją John Herschel 5 lipca 1836 roku.
W galaktyce tej zaobserwowano supernowe SN 2000cj i SN 2005cb.